# Kamulyan (Kuwarasan)
Kamulyan is een bestuurslaag in het regentschap Kebumen van de provincie Midden-Java, Indonesië. Kamulyan telt 1282 inwoners (volkstelling 2010).